# Piazzola sul Brenta
Pour les articles homonymes, voir Brenta.
Piazzola sul Brenta est une commune de la province de Padoue, dans la région Vénétie, en Italie.

## Administration
| Période                                  | Période  | Identité      | Étiquette       | Qualité |
| ---------------------------------------- | -------- | ------------- | --------------- | ------- |
| 14 juin 2004                             | En cours | Renato Marcon | Centro-Sinistra |         |
| Les données manquantes sont à compléter. |          |               |                 |         |

### Hameaux
Carturo, Isola Mantegna, Presina, Tremignon, Vaccarino.

### Communes limitrophes
Camisano Vicentino, Campo San Martino, Campodoro, Curtarolo, Gazzo, Grantorto, Limena, San Giorgio in Bosco, Villafranca Padovana.

## Personnalités
- Andrea Mantegna, peintre. Naissance en 1431 dans la frazione Isola Mantegna, un temps Isola di Carturo.
- Sergio Scremin.